# Tomellosa
Tomellosa es un localidad española, pedanía del municipio de Brihuega, en la provincia de Guadalajara. Situada en el valle del río Tajuña, es lugar de producción de la miel de la Alcarria gracias a los campos de tomillo que rodean a la localidad y le dan nombre. Los edificios más importantes son el ayuntamiento y la iglesia parroquial.

## Geografía
Pertenece al ayuntamiento de Brihuega, junto a Archilla, Balconete, Castilmimbre, Cívica, Fuentes de la Alcarria, Hontanares, Malacuera, Olmeda del Extremo, Pajares, Romancos, Valdesaz, Villaviciosa de Tajuña y Yela.

## Historia
La primera referencia escrita que menciona a la localidad data del 18 de octubre de 1234. Es probable que a raíz de la toma de la ciudad de Guadalajara por Alvar Fáñez la localidad pasara a formar parte del común de esta.
A mediados del siglo XIX, el lugar tenía una población de 249 habitantes. La localidad aparece descrita en el decimoquinto volumen del Diccionario geográfico-estadístico-histórico de España y sus posesiones de Ultramar de Pascual Madoz de la siguiente manera:

TOMELLOSA: v. con ayunt. en la prov. de Guadalajara (4 leg.), part. jud. de Brihuega (2), aud. terr. de Madrid (13), c. g. de Castilla la Nueva, dióc. de Toledo (22): sit. al pie de un cerro y combatida principalmente de los vientos N. y S., goza de clima sano: tiene 112 casas, la consistorial, hermoso edificio con soportales; dos fuentes de abundandantes y buenas aguas; un pósito con el fondo de 90 fan. de trigo; escuela de instruccion primaria frecuentada por 24 alumnos, dotada con 1,450 rs.; una igl. (San Pedro Apóstol) aneja de la de Balconete: confina el térm. con los de Archilla, Romancos, Balconete, Valfermoso y Valdeavellano; dentro de él se encuentran 6 fuentes y una ermita (La Soledad): el terreno fertilizado por el Tajuña, cuyo paso facilita un puente de piedra, es de buena calidad, participa de quebrado y llano y comprende 2 montes poblados de roble y otras leñas: caminos: los que dirigen á los pueblos limítrofes, todos de herradura y en buen estado: correo: se recibe y despacha en la cab. del part.: prod.: trigo, cebada, avena, aceite, vino, legumbres, patatas, frutas, cáñamo, miel cera, leñas de combustible, y buenos pastos, con los que se mantiene ganado lanar, cabrío, mular y asnal; hay caza de perdices, conejos, liebres, corzos y algunos lobos; en el Tajuña se crian barbos truchas y anguilas: ind.: la agrícola, un molino harinero, otro aceitero y dos telares de lienzos ordinarios. pobl.: 75 vec., 249 alm. cap. prod.: 2.215.000 rs. imp.: 110,750. contr.: 8,968.
(Madoz, 1849, p. 18)

La localidad fue cabeza de un municipio independiente hasta 1970, fecha en que fue anexionada a Brihuega.

## Demografía
| Gráfica de evolución demográfica de Tomellosa entre 1842 y 1960 |
| |
| Población de derecho según los censos de población del INE Población de hecho según los censos de población del INEEntre el censo de 1970 y el anterior, este municipio desaparece porque se integra en el municipio Brihuega |